# 安東尼奧港

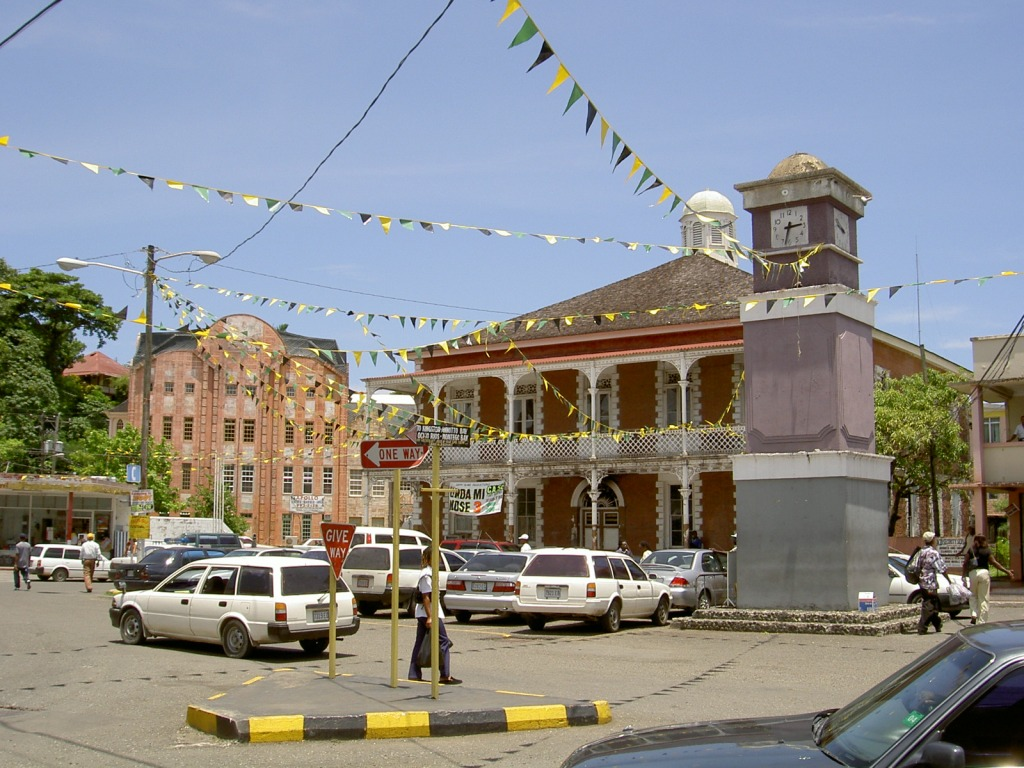

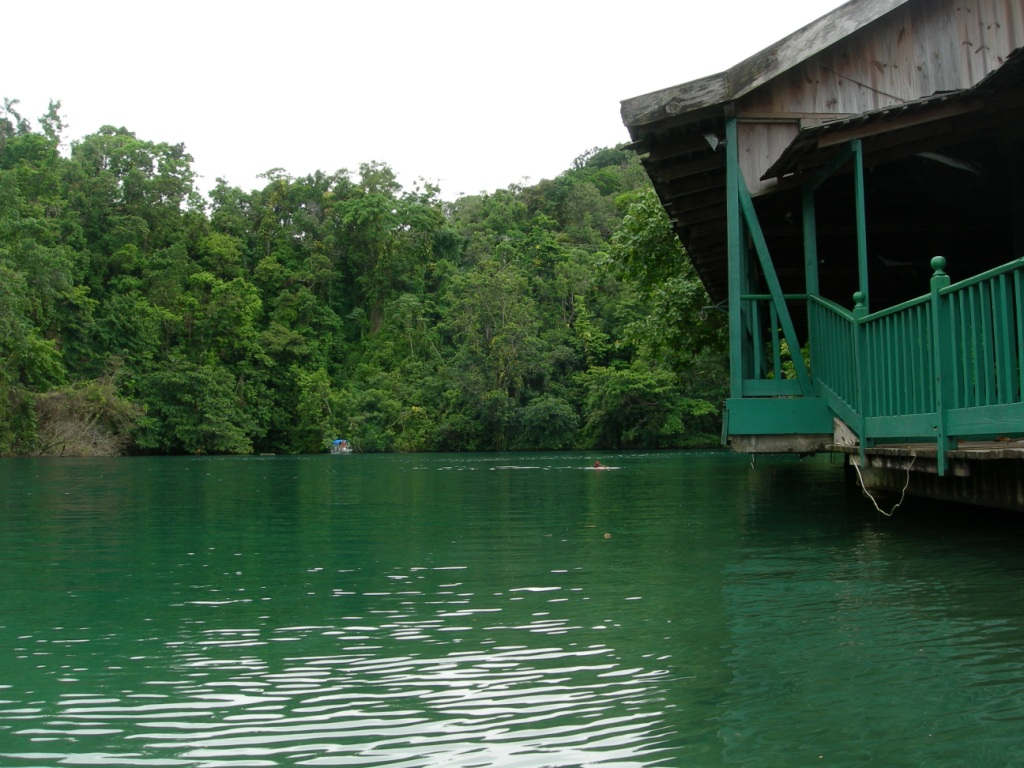

安東尼奧港是牙買加的城鎮，也是波特蘭區的首府，位於該國東部，距離首都金斯敦100公里，由薩里郡負責管轄，主要經濟活動是旅遊業，1991年人口13,246。

## 外部連結
- Guide to attractions and sights in Port Antonio
- A History of Portland （页面存档备份，存于）

18°10′33″N 76°27′01″W / 18.1757009°N 76.4502525°W